# Philippe Boisse
Philippe Alain Boisse (ur. 18 marca 1955 w Neuilly-sur-Seine) – francuski szermierz, szpadzista. Trzykrotny medalista olimpijski i czterokrotny medalista mistrzostw świata.
Na igrzyskach olimpijskich w Montrealu w 1976 roku zajął 9. miejsce w zawodach drużynowych i indywidualnych. Na rozgrywanych cztery lata później igrzyskach olimpijskich w Moskwie reprezentacja Francji w składzie: Philippe Boisse, Hubert Gardas, Philippe Riboud, Patrick Picot i Michel Salesse zdobyła drużynowo złoty medal. Na tej samej imprezie był indywidualnie dziewiąty. Brał również udział w igrzyskach olimpijskich w Los Angeles w 1984 roku, gdzie w turnieju indywidualnym zdobył złoty medal, pokonując w finale Szweda Björne Väggö 10:5. Parę dni później Philippe Boisse, Jean-Michel Henry, Olivier Lenglet, Philippe Riboud i Michel Salesse zajęli drugie miejsce w zawodach drużynowych. 
Podczas mistrzostw świata w Rzymie w 1982 roku wspólnie z Olivierem Lengletem, Michelem Salesse i Philippe'em Riboud wywalczył złoty medal drużynowo. W tej samej konkurencji zdobywał następnie złoty medal na mistrzostwach świata w Wiedniu (1983) oraz brązowy na mistrzostwach świata w Lozannie (1987). Ponadto podczas mistrzostw świata w Barcelonie w 1985 roku zwyciężył w turnieju indywidualnym, pokonując w finale Jaroslava Jurkę z Czechosłowacji.
Sześć razy był mistrzem Francji.
Jego syn, Érik, także uprawiał szermierkę.